# Clivina sulcipennis
Clivina sulcipennis är en skalbaggsart som beskrevs av Jules Putzeys. Clivina sulcipennis ingår i släktet Clivina och familjen jordlöpare. Inga underarter finns listade i Catalogue of Life.